# Revolução Cantonal
A Revolução Cantonal, também conhecida como Rebelião Cantonal, foi uma insurreição ocorrida durante a Primeira República Espanhola entre julho de 1873 e janeiro de 1874. Os protagonistas da insurreição foram os republicanos federalistas "radicais" que queriam instaurar de forma imediata uma República Federativa "de baixo para cima" sem esperar que as Cortes Constituintes elaborassem e aprovassem uma nova Constituição Federal, tal como defendia o presidente do Poder Executivo da República Francisco Pi y Margall, apoiado pelos setores "centrista" e "moderado" do Partido Republicano Federal.
A insurreição iniciou-se em 12 de julho de 1873 em Cartagena - ainda que três dias antes houvesse estourado em Alcoy a Revolução do Petróleo, por iniciativa da seção espanhola da Associação Internacional dos Trabalhadores (AIT) - entendendo-se nos dias seguintes pelas regiões de Valência, Murcia e Andaluzia. Nestas regiões formaram-se cantões, o que dá o nome à rebelião, cuja federação constituria a base da República Federativa Espanhola. A teoria política em que baseou-se o movimento cantonal foi o federalismo "pactista" de Francisco Pi y Margall, contra cujo governo se levantaram, paradoxalmente, os republicanos federalistas "radicais". Ao fracassar a política de governo de Pi y Margall de combinar a persuasão com a repressão para por fim à insurreição, o governo que o substituiu, liderado pelo "moderado" Nicolás Salmerón, não hesitou em usar o exército dirigido pelos generais Arsenio Martínez Campos e Manuel Pavía para esmagar a rebelião, política acentuada no governo seguinte, do também "moderado" Emilio Castelar, que, depois de suspender as sessões das Cortes, começou o cerco de Cartagena, último reduto da rebelião, que não cairia nas mãos do governo até 12 de janeiro de 1874, uma semana depois do golpe de Pavía que instaurou a República Unitária presidida por Francisco Serrano Domínguez.
Ainda que a rebelião tenha sido considerada como um movimento separatista pelo governo da República, a historiografia atual destaca que a rebelião unicamente buscava reformar a estrutura do estado, sem querer em nenhum momento romper com a unidade da Espanha.